# ハンコック郡 (メイン州)
ハンコック郡（英: Hancock County）は、アメリカ合衆国メイン州の郡である。人口は5万5478人（2020年）。郡庁所在地はエルスワースである。

## 地理
アメリカ合衆国統計局によると、この郡は総面積6,089 km2 (2,351 mi2) である。このうち4,112 km2 (1,588 mi2) が陸地で1,977 km2 (763 mi2) が水地域である。総面積の32.47%が水地域となっている。

### 隣接する郡
- ペノブスコット郡 - 北
- ワシントン郡 - 北東
- ウォルド郡 - 西

## 人口動勢
2000年国勢調査で、この郡は人口51,791人、21,864世帯、及び14,233家族が暮らしている。人口密度は13/km2 (33/mi2) である。8/km2 (21/mi2) の平均的な密度に33,945軒の住宅が建っている。この都市の人種的な構成は白人 97.61%、アフリカン・アメリカン0.25%、先住民0.37%、アジア0.38%、太平洋諸島系0.03%、その他の人種0.20%、及び混血1.15%である。ここの人口の0.65%はヒスパニックまたはラテン系である。
この郡内の住民は22.30%が18歳未満の未成年、18歳以上24歳以下が7.40%、25歳以上44歳以下が27.50%、45歳以上64歳以下が26.80%、及び65歳以上が16.00%にわたっている。中央値年齢は41歳である。女性100人ごとに対して男性は95.70人である。18歳以上の女性100人ごとに対して男性は92.10人である。
この郡内の世帯ごとの平均的な収入は35,811米ドルであり、家族ごとの平均的な収入は43,216米ドルである。男性は30,461米ドルに対して女性は22,647米ドルの平均的な収入がある。この郡の一人当たりの収入 (per capita income) は19,809米ドルである。人口の10.20%及び家族の7.00% は貧困線以下である。全人口のうち18歳未満の11.90%及び65歳以上の9.50%は貧困線以下の生活を送っている。

## 都市及び町
| - エルスワース（郡庁所在地） - Amherst - Aurora - バーハーバー (Bar Harbor) - w:Bar Harbor (town), Maine - ブルーヒル (Blue Hill) - Brooklin - Brooksville - バックスポーツ (Bucksport) - Castine - Cranberry Isles - Dedham - Deer Isle - イーストブロック (Eastbrook) - フランクリン (Franklin) - フレンチボロ (Frenchboro) - Gouldsboro - Great Pond - ハンコック (Hancock) - Lamoine | - マリアビル (Mariaville) - Mount Desert - オーランド (Orland) - Osborn - Otis - Penobscot - Sedgwick - Sorrento - サウスウエストハーバー (Southwest Harbor) - Stonington - サリバン (Sullivan) - Surry - Swans Island - トレモント (Tremont) - トレントン (Trenton) - ベローナアイランド (Verona Island) - Waltham - ウィンターハーバー (Winter Harbor) |

## 領土
- セントラルハンコック (Central Hancock)
- イーストハンコック (East Hancock)